# Micro-région de Dabas
La micro-région de Dabas (en hongrois : dabasi kistérség) est une micro-région statistique hongroise rassemblant plusieurs localités autour de Dabas.